# Fabian Hollwitz
Fabian Richard Hollwitz (* 26. Dezember 1984 in Berlin) ist ein deutscher Synchron- und Hörspielsprecher sowie Jurist.

## Leben

### Sprechertätigkeit

#### Synchronsprecher
1993 war Hollwitz in Little Buddha zu hören. Zu Beginn seiner Tätigkeit als Synchronsprecher sprach Hollwitz in bekannten Familienserien, unter anderem von 1995 bis 1998 die Rolle des „Richie Crawford“ in Alle unter einem Dach, zwischen 1998 und 2001 Thomas Dekker als „Nick Szalinski“ in Liebling, ich habe die Kinder geschrumpft, ab 2001 David Gallagher in Eine himmlische Familie und 2005 bis 2006 das Nesthäkchen „Michael Harper“ in der britischen Sitcom My Family.
Auch in Anime-Produktionen wurde er häufig besetzt. 2001 war Hollwitz als „Davis Motomiya“ in Digimon 02 zu hören und kurze Zeit später als „Orga Sabnak“ in Gundam Seed. Bekanntheit erlangte Hollwitz seit 2002 vor allem durch die Synchronisation von „Mitsuhiko Tsuburaya“ von den „Detective Boys“, in der japanischen Anime-Serie Detektiv Conan. Weitere Sprechrollen übernahm er in Eden of the East oder Tsubasa – Reservoir Chronicle. Zudem sprach er „Simon“, Anführer der Mecha-Krieger im Science-Fiction-Anime Gurren Lagann, „Sōichirō Nagi“ in Tenjo Tenge oder „Jun Sakurada“ in Rozen Maiden. 2011 war er als „Takamatsu“ in Angel Beats! zu hören.
Während Hollwitz durchaus skurrile Rollen wie „Fogell“ – eher bekannt als „McLovin“ – in Superbad synchronisiert hat, weist sein Œuvre auch Rollen aus dem Justizwesen auf. Dazu zählen Synchronisationen in der Rolle als Richter, Gerichtsmediziner, Staatsanwalt, Rechtsanwalt und Vollzugsbeamter.
Clark Duke zählt zu den am häufigsten von Hollwitz synchronisierten Schauspielern.

#### Hörspiel
2000 spielte Hollwitz in dem Hörspiel Crazy Times – Die Tagebücher des Nick Twisp die Rolle des „Fuzzy“. 2018 spielte Hollwitz den Spezialdetektiv „L Lawliet“ in der Hörspieladaption von Death Note.

#### Sonstiges
2016 nahm Hollwitz als Ehrengast auf der Anime- und Manga-Convention Hanami teil. Hollwitz war 2019 Gast auf der German Comic Con in Berlin.

### Jurist
Nach Abschluss seines rechtswissenschaftlichen Studiums an der Universität Potsdam mit Prädikatsexamen arbeitete Hollwitz zunächst beim Bundesministerium der Justiz und für Verbraucherschutz. 2013 unterstützte Hollwitz dabei die im Kabinett Merkel II vereinbarte Regierungskommission zur Überprüfung der Sicherheitsgesetzgebung in Deutschland bei der Erstellung ihres Berichts.
Nach Abschluss seines Rechtsreferendariats am Kammergericht Berlin, wiederum mit Prädikatsexamen, war Hollwitz zunächst von 2016 bis 2020 als Rechtsanwalt in führenden Anwaltskanzleien in Berlin tätig und ist nun Referent der Bundesnetzagentur.

## Filmografie (als Synchronsprecher)
Clark Duke
- 2008–2011: als Dale Kettlewell in Greek
- 2010: als Jacob in Hot Tub – Der Whirlpool … ist ’ne verdammte Zeitmaschine!
- 2012: als Cliff in New Girl
- 2014: als Barry in Two and a Half Men
- 2014: als Nelson in Furchtbar fröhliche Weihnachten
- 2015: als Jacob in Hot Tub Time Machine 2
- 2016: als Dale Kipler in Bad Moms
- 2017–2018: als Ron Shack in I'm Dying Up Here

Frankie Grande
- 2018: als Frankini / Mr. Beefo in Die Abenteuer von Kid Danger
- 2018–2019: als Frankini in Henry Danger
- 2020: als Frankie Grande in Nickelodeon’s Unfiltered
- 2020–2024: als Frankini in Danger Force

Christopher Mintz-Plasse
- 2007: als Fogell/„McLovin“ in Superbad
- 2009: als Isaak in Year One – Aller Anfang ist schwer
- 2013: als Christopher Mintz-Plasse in Das ist das Ende

Shane Coffey
- 2012: als Holden Strauss in Pretty Little Liars
- 2012: als Terrence in Last Man Standing
- 2019: als Steve Caldwell in For the People

Blake Foster
- 1998: als Justin Steward in Power Rangers Turbo
- 1998: als Justin Steward in Turbo: Der Power Rangers Film

Daniel Curtis Lee
- 2006–2008: als Simon „Cookie“ Nelson-Cook in Neds ultimativer Schulwahnsinn
- 2010–2012: als Kojo in Zeke und Luther

Rory Culkin
- 2010: als Chris in Twelve
- 2011: als Charlie Walker in Scream 4

Barrett Carnahan
- 2015: als Link Evilman in Die Thundermans
- 2015: als Darren Kelsey in Reckless

Matt Bennett
- 2015: als Wiley in Shameless
- 2015: als Josh Wolowitz in The Big Bang Theory

Josh Fadem
- 2017: als Phil Bisby in Twin Peaks
- 2021: als Martin in Loki

### Filme
- 1993: Raju Lal als Raju in Little Buddha
- 1994: Matthew Lawrence als Joshua in Joshuas Herz
- 1995: Miko Hughes als Jeffrey Lovell in Apollo 13
- 1996: Jared Durand als James in Specimen – Der Proband
- 1997: Adam Smith als junger Simon Templar in The Saint – Der Mann ohne Namen
- 1998: Ty Hillmann als Joe Booker in Der Pferdeflüsterer
- 1999: Lucas Black als Peter Joseph „Peejoe“ Bullis in Verrückt in Alabama
- 2000: Courtland Mead als Daniel Torrance in Stephen King's The Shining
- 2003: Joshua Anderson als Kyle Walsh in Der Fluch von Darkness Falls
- 2004: Sōichirō Hoshi als Sôuichirô Nâgi in Tenjo Tenge
- 2012: Biberbruder Max in Der kleine Rabe Socke
- 2015: Kevin McHale als Wooly in Der Chor – Stimmen des Herzens
- 2017: Paul Ready als Staatsanwalt Tripp in Zeugin der Anklage (Neuverfilmung)
- 2018: Zijian Dong als Polizeibeamter in Fengjie in Asche ist reines Weiß
- 2019: Connor Smith als Carny in Es Kapitel 2
- 2022: Tim Rock als Rechtsanwalt in Big Gold Brick

### Serien
- 1995–1998: Bryton James als Richie Crawford in Alle unter einem Dach
- 1996: Tahj Mowry als Corin in Star Trek: Raumschiff Voyager
- 1997: Orlando Brown als Damey „Waynehead“ Wayne in Waynehead – Echt cool, Mann!
- 1998–2001: Thomas Dekker als Nick Szalinski in Liebling, ich habe die Kinder geschrumpft
- 1999–2000: Ben Foster als Eli in Voll daneben, voll im Leben
- 2001: Reiko Kiuchi als Davis Motomiya in Digimon 02
- 2001–2003: Edward Glen als Gordy Rhinehart in Angela Anaconda
- 2001–2007: David Gallagher als Simon Camden in Eine himmlische Familie
- 2002–2003: Ryohei als Orga Sabnak in Gundam Seed
- 2002–2003: Ben Diskin als 002 in Deckname: Kids Next Door
- seit 2002: Ikue Ōtani als Mitsuhiko Tsubaraya in Detektiv Conan
- 2005–2006: Gabriel Thomson als Michael Harper in My Family
- 2007: Asami Sanada als Jun Sakurada in Rozen Maiden
- 2008: Fujiko Takimoto als Masayoshi in Tsubasa – Reservoir Chronicle
- 2008: Satoshi Hino als Koukin Shuuyu in Ikki Tousen – Great Guardians
- 2009: Tetsuya Kakihara als Simon in Gurren Lagann
- 2010: Hayato Taya als Haruo Kasuga in Eden of the East
- 2011: Takahiro Mizushima als Takamatsu in Angel Beats!
- 2012: Cody Christian als Greg Lux in Body of Proof
- 2013: Reiley McClendon als Liam Colson in Suits
- 2013: Will Rothhaar als Eddie Leviseur in Perception
- 2014: Sam Haft als Harry Rice in Detective Laura Diamond
- 2015: Zach Woods als Gabe Lewis in The Office
- 2016: Harry McEntire als Edward Oxford in Victoria
- 2016–2017: Jimmy Ambrose als Mort (jung) in Transparent
- 2016–2019: Peter Mark Kendall als Joey Thomas in Chicago Med
- 2018: Jack Laskey als Dr. Mackenzie in Trust
- 2018: Thomas Sagols als Richter Gaubert in Lebowitz vs Lebowitz
- 2018: Atsushi Abe als Romio Hayafune in Free! Staffel 3: Free! Dive to the Future
- 2018–2022: Timothy Innes als Edward in The Last Kingdom
- 2019: Benjamin Stender als Benno von Uppsala in Der Name der Rose
- 2019: Shotaro Morikubo als Spinnenbruder in Demon Slayer: Kimetsu no Yaiba
- 2020: Peter Graham als Christopher Crane in Navy CIS
- 2020: Jonathan Runyon als Rechtsanwalt Tim Labelle in Atlanta Medical

## Hörspiele
- 2000: Fuzzy in Crazy Times – Die Tagebücher des Nick Twisp
- 2019: L Lawliet in Death Note (Hörspielserie, nach der Mangaserie von Tsugumi Ōba und Takeshi Obata), Lübbe Audio (Download), ISBN 978-3-8387-9298-9
- 2019: Michele in Kai Meyers Imperator
- 2024: Alfie in Fangtastic Night: Episode 1–3

## Computerspiele
- 2022: diverse Rollen in It Takes Two (Computerspiel)